# Festung von Pogragja

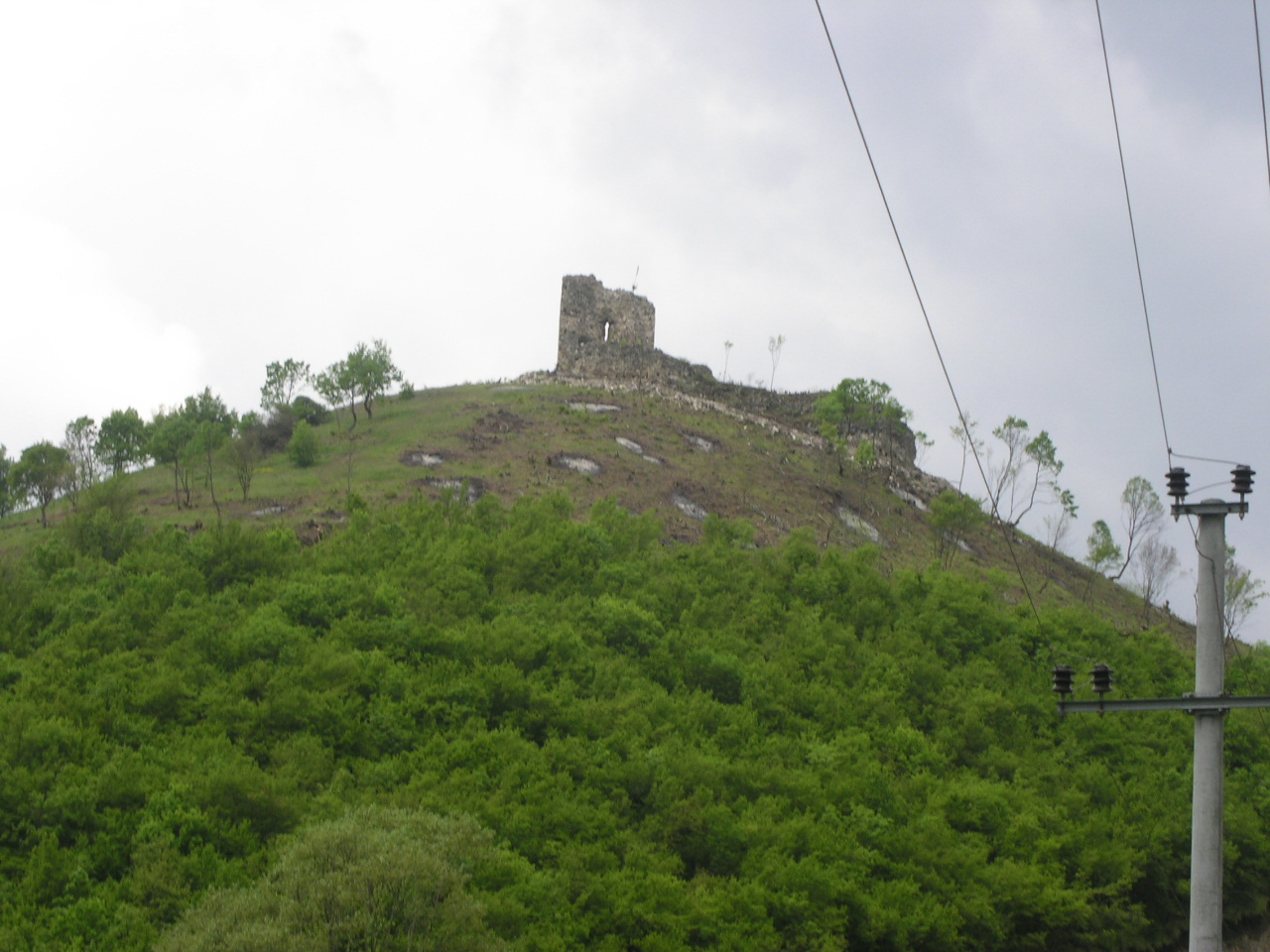
Ansicht der Festung, aufgenommen im Jahr 2008

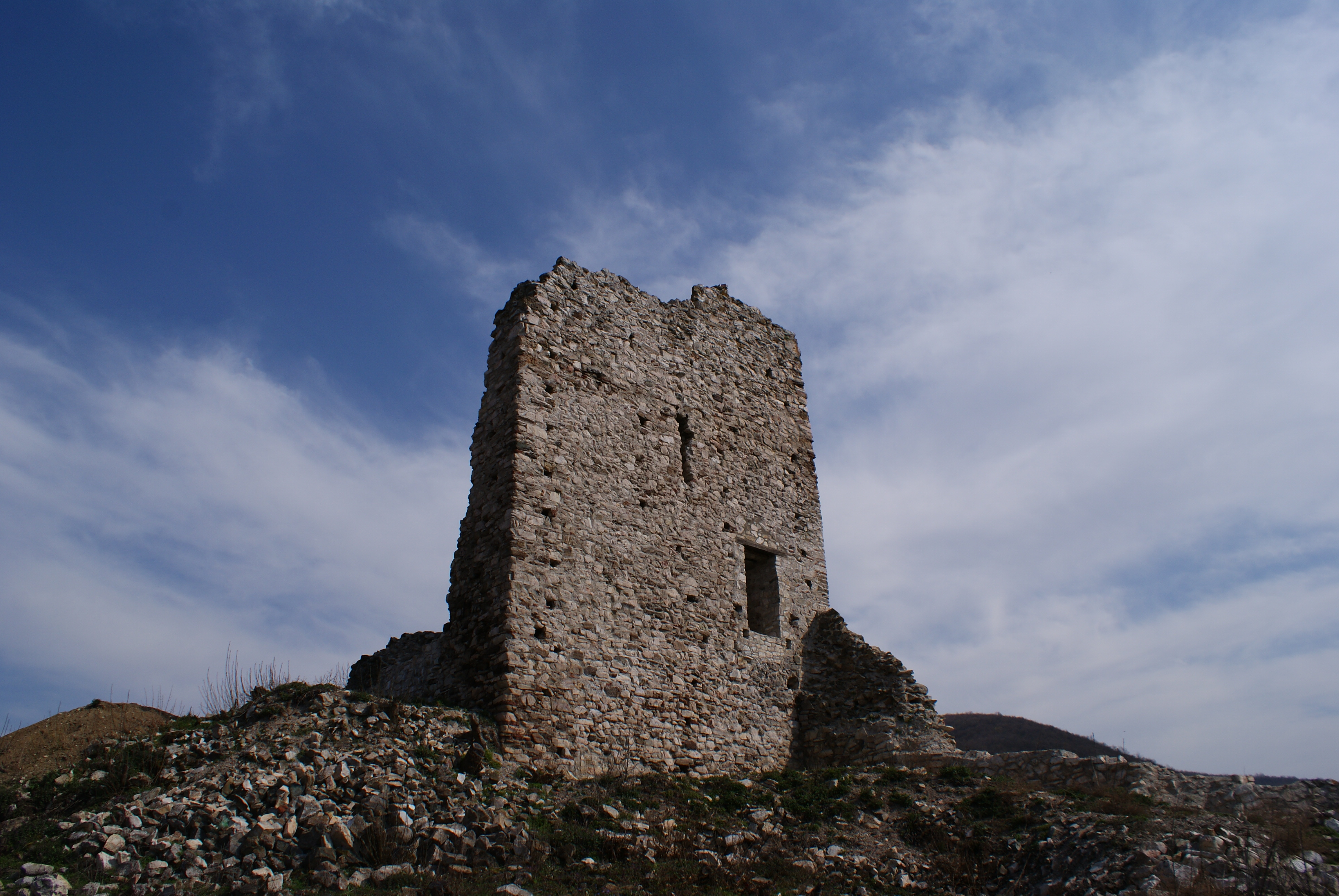
Der höchste Turm der Anlage

Die Festung von Pogragja (albanisch Kalaja e Pogragjës, serbisch Подграђе Podgrađe) befindet sich auf einem etwa 50 Meter hohen Hügel (567 m. i. J.) im Kosovo auf dem Gebiet des namensgebenden Dorfes an der Llapushnica-Schlucht. Die 1,2 ha große Festung aus der Zeit Kaiser Justinians I. liegt rund zehn Kilometer südöstlich von Gjilan. Die fünfeckige Anlage weist einen Aussichtsturm auf, der auf einer Grundfläche von 8 mal 8 Metern errichtet wurde und der bis in eine Höhe von 10 Metern erhalten ist. Weitere Turmreste existieren, die bis zu 4 Meter aufragen.